# Nuijamaa
Koordinaten: 60° 58′ N, 28° 32′ O

Wappen der ehemaligen Gemeinde Nuijamaa

Nuijamaa [ˈnuijɑmɑː] ist ein Dorf im Osten Finnlands bei der Stadt Lappeenranta. Bis 1989 bildete Nuijamaa eine eigene Gemeinde, heute gehört der Ort zu Lappeenranta.
Das Kirchdorf Nuijamaa liegt ca. 25 km südöstlich des Stadtzentrums von Lappeenranta am Ufer des Nuijamaanjärvi-Sees und hat rund 300 Einwohner. Die Grenze zwischen Finnland und Russland verläuft direkt bei Nuijamaa, der Grenzstreifen ist an dieser Stelle nur 50 Meter breit. Seit 1975 befindet sich bei Nuijamaa ein internationaler Grenzübergang. Nach Vaalimaa bei Virolahti ist er der zweitmeistfrequentierte der finnisch-russischen Grenze. Im Jahr 2007 wurden 1,6 Millionen Grenzübergänge verzeichnet. Die Staatsstraße 13 nach Kokkola nimmt am Grenzübergang Nuijamaa ihren Anfang.
Die Gemeinde Nuijamaa wurde 1905 aus Teilen der Landgemeinde Viipuri, Lappee, Jääski und Joutseno gegründet. Vor dem Zweiten Weltkrieg hatte sie eine Fläche von 356 km². Etwa die Hälfte davon wurde 1944 an die Sowjetunion abgetreten. 1989 wurde Nuijamaa von Lappeenranta eingemeindet.